# 清溪场街道
清溪场街道，是中华人民共和国重庆市秀山土家族苗族自治县下辖的一个乡镇级行政单位。
2021年9月28日，撤销清溪场镇、孝溪乡，设立清溪场街道。

## 行政区划
清溪场街道下辖以下地区：
永进社区、东林社区、新华社区、沙南村、三合村、太平村、南丘村、星寨村、平阳村、长岗村、高秀村、旺明村、溪西村、巨丰村、沙坝村、芒洞村、下衙村、中心村、上屯村、格维村、檬子村、细沙村、沙帽村、复兴村。